# 近田春夫&ビブラトーンズ
ビブラトーンズ（Vibra-Tones）は、かつて存在した日本のロックバンドである。1981年結成、1984年解散。ロックバンド「人種熱」に、近田春夫が加入する形で組成したバンドとして知られる。正式結成前は「人種熱＋近田春夫」（じんしゅねつプラスちかだはるお）名義、その後、「近田春夫&ビブラトーンズ」名義を経て、最後は「ビブラトーンズ」名義で活動した。

## 略歴・概要
1981年（昭和56年）初頭、近田春夫が福岡ユタカと窪田晴男のバンド「人種熱」に注目、アニメーション映画『悪魔と姫ぎみ』の劇伴（サウンドトラック）製作に同バンドを引き込み、同年3月25日、同映画のオリジナルサウンドトラックを「人種熱＋近田春夫」名義で発表する。
同年秋、近田は「タレント廃業ミュージシャン専念」宣言をし、結成したのが「近田春夫&ビブラトーンズ」である。結成当初のメンバーは、近田、福岡、窪田、岡田陽助、横山英規、矢壁篤信、矢野正道の7名であった。同年11月25日、アルバム『ミッドナイト・ピアニスト』、シングル『金曜日の天使』で正式デビューを果たす。
翌1982年（昭和57年）6月21日にリリースされた平山みきのアルバム『鬼ヶ島』（Invitation）を近田がプロデュース、演奏や楽曲提供に「ビブラトーンズ」名義で参加した。同アルバム発売を前後して、窪田が脱退した。窪田はサエキけんぞうらとパール兄弟を結成した。
その半年後の同年11月21日には、セカンドの4曲入りミニアルバム『VIBRA-ROCK』を「ビブラトーンズ」名義で発表。リリース後に矢野が脱退、爆風銃のホッピー神山を迎えてライブ活動はつづけられた。半年後に、同アルバム収録曲、『AOR大歓迎』がレナウンのCMソングに採用された。
その一方で、福岡、矢壁、神山は、のちに「PINK」の前身となる「おピンク兄弟」としての活動を開始する。「おピンク兄弟」には、東京ブラボーの岡野ハジメ、元爆風銃のスティーヴ衛藤、ショコラータの渋谷ヒデヒロが参加、ジューシィ・フルーツの沖山優司もセッションに参加していた。1983年（昭和58年）には、「PINK」が正式に結成された。近田も、同年には、デビュー以来プロデュースを手がけていたピンナップスが解散し、ともに関わっていた元近田春夫&ハルヲフォンの高木英一とピンナップスのリタ（野元貴子）と3人で、新バンド・ゲートボールを結成していた。
1984年（昭和59年）1月、ビブラトーンズが解散。
1988年（昭和63年）10月21日、2枚のアルバムと1枚のシングル、未発表曲を集めたCDアルバム『ビブラトーンズFUN』が発売され、2002年（平成14年）4月20日、2008年（平成20年）8月20日に再発売された。しかし、2008年盤には、『AOR大歓迎』のみが収録されていない。

## ディスコグラフィ

### シングル
「青木美冴」名義のシングルに、「人種熱＋近田春夫」名義で編曲・演奏で参加
1. Goin'にMy Way 1981年3月25日発売（日本コロムビア）
  - 作詞森雪之丞、作曲近田春夫、編曲近田春夫＋人種熱
2. 夢みるカカオ - 同シングルB面
  - 作詞森雪之丞、作曲近田春夫、編曲近田春夫＋人種熱

「近田春夫&ビブラトーンズ」名義
1. 金曜日の天使 1981年11月25日発売 （日本コロムビア）
  - 作詞・作曲近田春夫、編曲近田春夫&Vibra-Tones
2. ほんとはジェントルマン - 同シングルB面
  - 作詞・作曲近田春夫、編曲近田春夫&Vibra-Tones

### アルバム
「人種熱＋近田春夫」名義
1. 「悪魔と姫ぎみ」オリジナル・サウンド・トラック （1981年3月25日発売、日本コロムビア）

「近田春夫&ビブラトーンズ」名義
1. ミッドナイト・ピアニスト （1981年11月25日発売、日本コロムビア）
2. ビブラトーンズFUN （1988年10月21日発売、日本コロムビア） - ベスト盤

「平山みき」名義、演奏「ビブラトーンズ」名義
1. 鬼ヶ島 （1982年6月21日発売、Invitation）

「ビブラトーンズ」名義
1. VIBRA-ROCK （1982年11月21日発売、日本コロムビア） - ミニアルバム

## 関連事項
- 人種熱
- パール兄弟
- 爆風銃
- PINK (バンド)